# Noble confrérie des pêcheurs
 (mai 2017).
La Noble confrérie des pêcheurs est une association de la ville fribourgeoise d'Estavayer, en Suisse. 

## Histoire
Un acte officiel atteste que la noble confrérie des pêcheurs existait en 1658 et une abbaye des pêcheurs aurait existé à Estavayer au XVIe siècle déjà. Le 10 août 1956, l'association a été reconstituée à la suite de la découverte, lors de travaux dans l'église d'Estavayer, d'une bannière sur laquelle Saint-Nicolas, patron des pêcheurs, et Saint-Laurent, patron de la paroisse, sont représentés côte à côte. À la suite de cette trouvaille, le curé de la paroisse, l'abbé François-Xavier Brodard encouragea les pêcheurs et quelques personnalités d'Estavayer à faire revivre cette ancienne confrérie.

## Déroulement
Lors des cérémonies officielles, on les reconnaît à leur tenue, un certain code vestimentaire étant de mise : maillot, pantalon et chaussures foncés, béret et foulard. La couleur du maillot varie en fonction du titre des confrères car ils sont divisés en plusieurs catégories : les confrères pêcheurs, les confrères compagnons, les confrères aumôniers, les confrères d'honneur. Tous ne bénéficient pas des mêmes droits. Par exemple, à la mort d'un pêcheur, son titre passe à l'un de ses fils alors que celui de compagnon n'est pas transmissible. 
Les candidats désirant intégrer cette société ont la possibilité d'adresser une demande par écrit au gouverneur, ceci pour autant qu'ils soient parrainés par un membre. Sur préavis du Petit chapitre (composé du gouverneur, du vice-gouverneur, du chancelier, du trésorier et de l'archiviste), le gouverneur présente alors la demande au Grand chapitre (c'est-à-dire l'assemblée de tous les confrères excepté les membres d'honneur). Pour être admis, le candidat doit obtenir au moins les 2/3 des voix des personnes présentes. Les nouveaux confrères sont intronisés à la Saint-Laurent, plus précisément le dimanche le plus proche du 10 août ; à cette occasion les bateaux et engins de pêche sont bénis après la messe, sur la place du port à Estavayer. Suit un repas auquel les compagnes sont conviées. Seconde fête incontournable: la St-Nicolas, célébrée le dimanche précédant le 6 décembre. L'office, l'assemblée du Grand chapitre, puis un diner réunissent les confrères en l'honneur de leur saint patron. Toujours selon les statuts, les membres ne manqueront également pas d'assister aux obsèques d'un confrère si elles ont lieu à Estavayer.

## Composition
Voilà comment sont répartis les confrères :
- Les confrères pêcheurs : ce sont des pêcheurs de profession, des descendants de pêcheurs ou de membres fondateurs. Ils portent le maillot à ondes bleues;
- Les confrères compagnons : ils ont fait preuve d'une sympathie active envers les pêcheurs ou alors leur ont rendu d'éminents services. Leur titre n'est pas transmissible. Ils portent le maillot à ondes rouges;
- Les confrères aumôniers : le Grand chapitre nomme deux aumôniers. A moins d'un refus, il s'agit du curé de la paroisse catholique et du pasteur de la paroisse protestante d'Estavayer. Ils portent le maillot à ondes rouges;
- Les confrères d'honneur : ils sont nommés par le Grand chapitre en reconnaissance des services rendus. Ils ne sont néanmoins pas confrères à part entière et ne portent ni maillot, ni béret, ni foulard. Ils participent aux repas de la St-Nicolas et de la St-Laurent.

Le gouverneur est élu par le Grand chapitre pour 4 ans renouvelables.

## Source du texte
- « Noble Confrérie des Pêcheurs », sur fr.ch